# Harold Bergman
Harold Bergman (Milwaukee, Wisconsin, 1919. április 19. – Miami, Florida, 2019. február 1.) amerikai színész, kaszkadőr.

## Élete és pályafutása
A második világháborúban kémelhárítóként vett részt. Jogi diplomát a Floridai Egyetemen szerzett. Éveken át tőzsdebrókerként dolgozott Dél-Floridában. Számos filmben és tévésorozatban szerepelt színészként és kaszkadőrként. Dolgozott Olaszországban is, Bud Spencer és Terence Hill mellett néhány filmben: Nyomás utána!, Nincs kettő négy nélkül, Szuperhekusok. Olyan amerikai filmsorozatokban is szerepelt, mint a Dawson és a haverok és a Miami Vice. Mozifilmek közül a Végső visszaszámlálás című filmben játszott szerepe figyelemre méltó.
2019. február 1-jén hunyt el Miamiban két hónappal a századik születésnapja előtt.

## Filmjei

### Mozifilmek
- Végső visszaszámlálás (The Final Countdown) (1980)
- Szuperzsaru (Poliziotto superpiù) (1980)
- Senki sem tökéletes (Nobody's Perfekt) (1981)
- Gorilas a todo ritmo (1981)
- Rabló-pandúr (Cane e gatto) (1983)
- Nyomás utána! (Nati con la camicia) (1983)
- A Night in Heaven (1983)
- Harry és fia (Harry & Son) (1984)
- Nincs kettő négy nélkül (Non c'è due senza quattro) (1984)
- Selyemgubó (Cocoon) (1985)
- Az őrangyal (The Heavenly Kid) (1985)
- Szuperhekusok (Miami Supercops) (1985)
- The Whoopee Boys (1986)
- Aladdin (Superfantagenio) (1986)
- Bocsi, világvége (Whoops Apocalypse) (1986)
- Selyemgubó 2. – A visszatérés (Cocoon: The Return)  (1988)
- Hajsza versenytempóban (Off and Running) (1991)
- Le Grand Pardon II (1992)
- Hemingway és én (Wrestling Ernest Hemingway) (1993)
- Gyilkosság egyenes adásban (Radioland Murders) (1994)
- Wreckage (1994)

### Tv-filmek
- The Ordeal of Dr. Mudd (1980)
- Little Gloria... Happy at Last (1982)
- Charley Hannah (1986)
- Roxanne és a Pulitzer-díj (Roxanne: The Prize Pulitzer) (1989)
- Villamosszék villanófényben (Somebody Has to Shoot the Picture) (1990)
- A Mother's Right: The Elizabeth Morgan Story (1992)
- Adós, fizess! (Staying Afloat) (1993)

### Tv-sorozatok
- Miami Vice (1984–1985, két epizódban)
- B.L. Stryker (1989, egy epizódban)
- American Playhouse (1991, egy epizódban)
- Swamp Thing (1992, egy epizódban)
- Key West (1993, egy epizódban)
- Matlock (1993, egy epizódban)
- South Beach (1993, egy epizódban)
- Trópusi nyomozók (Moon Over Miami) (1993, egy epizódban)
- Dawson és a haverok (Dawson's Creek) (2000, egy epizódban)